# Velikije Luki
Velikije Luki (rus. Великие Луки) je grad na meandrirajućoj rijeci Lovatu u Rusiji, u Pskovskoj oblasti.
Broj stanovnika: 104.979 (2002.)
Ime grada se može prevesti kao "Velika meandriranja", "Veliki zavoji".
Grad se prvi put spominje u kronici pod godinom 1166. Poslije izgradnje tvrđave 1211., Velikije Luke su se pretvorile u grad od strateške važnosti, jer je branio pristupe Pskovu i Novgorodu.
Postao je dijelom Moskovske kneževine 1478. godine. 
Za vrijeme drugog svjetskog rata ustrajne su se borbe vodile u blizini ovog grada između snaga Trećeg Reicha i sovjetskih snaga između 1941. i 1942. godine. Koncem 1942. godine, njemačke postrojbe u broju od 7.000 vojaka je ostala u okruženju u gradu koji je bio pretvoren u utvrdu. Nakon mjeseca teških borba, snage Trećeg Reicha koje su se branile u gradu su konačno uklonjene u siječnju 1943. godine. Kao posljedica ove opsade, grad je pretrpio teška razaranja.
Heroj SSSR-a Aleksandr Matrosov je pokopan u ovome gradu. 

## Poznati stanovnici
- Konstanty Rokosowski, (1896. – 1968.), sovjetski maršal i poljski ministar obrane